# Hydroginella
Hydroginella is een geslacht van weekdieren uit de klasse van de Gastropoda (slakken).

## Soorten
- Hydroginella agulhasensis (Thiele, 1925)
- Hydroginella angustata Boyer, Wakefield & McCleery, 2003
- Hydroginella bullata Boyer, Wakefield & McCleery, 2003
- Hydroginella caledonica (Jousseaume, 1877)
- Hydroginella columnaria (Hedley & May, 1908)
- Hydroginella cypraeaformis Boyer, 2015
- Hydroginella delessertiana (Récluz, 1841)
- Hydroginella dispersa Laseron, 1957
- Hydroginella dufresnei Boyer, 2015
- Hydroginella fascicula (Laseron, 1957)
- Hydroginella galatea Lussi & G. Smith, 1999
- Hydroginella gemella Boyer, 2001
- Hydroginella guttula (G. B. Sowerby I, 1832)
- Hydroginella limata (Ma, 1994)
- Hydroginella marina Lorenz & Kostin, 2007
- Hydroginella marionae Boyer, 2015
- Hydroginella mixta (Petterd, 1884)
- Hydroginella musorstomi Boyer, Wakefield & McCleery, 2003
- Hydroginella osteri (Jousseaume, 1875)
- Hydroginella richeri Boyer, 2001
- Hydroginella rugosa Boyer, Wakefield & McCleery, 2003
- Hydroginella scintilla (Jousseaume, 1875)
- Hydroginella sordida (Reeve, 1865)
- Hydroginella superstes (Laseron, 1957)
- Hydroginella tridentata (Tate, 1878)
- Hydroginella unica Boyer, Wakefield & McCleery, 2003
- Hydroginella vincentiana (Cotton, 1944)
- Hydroginella vitiensis Boyer, Wakefield & McCleery, 2003
- Hydroginella wareni Boyer, Wakefield & McCleery, 2003